# Grand Prix automobile de Mexico 2024
GP précédent GP suivant
Le Grand Prix automobile de Mexico 2024 (Formula 1 Gran Premio de la Ciudad de México 2024), disputé le 27 octobre 2024 sur l'Autódromo Hermanos Rodríguez, est la 1121e épreuve du championnat du monde de Formule 1 courue depuis 1950. Il s'agit de la 24e édition du Grand Prix mexicain comptant pour le championnat du monde de Formule 1 courue sur le même circuit et de la vingtième manche du championnat 2024. L'épreuve revient au calendrier en 2015, vingt-trois ans après la dernière édition, sur un circuit réaménagé et mis aux normes par l'architecte Hermann Tilke. Depuis 2021, il ne s'agit plus du Grand Prix du Mexique mais du Grand Prix de la ville de Mexico.
Carlos Sainz se montre intouchable au volant de sa Ferrari SF-24 dans la troisième phase des qualifications : il est, par deux fois, le plus rapide et, lors de sa seconde tentative, leur seul à tourner en moins de 1 minute et 16 secondes. L'Espagnol obtient sa sixième pole position, la première depuis le Grand Prix de Singapour 2023. Max Verstappen, dont le premier temps est annulé pour une sortie des limites de piste, se rattrape et le rejoint en première ligne, battu de 225 millièmes de seconde. Lando Norris, le plus rapide lors des deux premières phases qualificatives, est en deuxième ligne, devant Charles Leclerc ; ils sont suivis par les Mercedes de George Russell et de Lewis Hamilton, sixième. Kevin Magnussen et Pierre Gasly (ce dernier en Q3 pour la deuxième fois consécutive) occupent la quatrième ligne. Derrière Alexander Albon, en cinquième ligne, Nico Hülkenberg, l'autre pilote Haas, confirme les progrès de l'écurie américaine. Oscar Piastri et Sergio Pérez sont éliminés dès la Q1.
Parti de la pole position mais dépassé au premier virage par Verstappen, Sainz lui reprend la première place par une attaque surprise au huitième tour et s'envole vers sa deuxième victoire de la saison. Poussé deux fois hors de la piste par Verstappen (pénalisé de 20 secondes pour cette raison), Norris dépasse Leclerc en vue de l'arrivée pour se classer deuxième. Le Monégasque agrémente sa troisième place du point bonus du meilleur tour obtenu dans la dernière boucle. Grâce à ce résultat d'ensemble, Ferrari s'empare de la deuxième place du classement constructeurs aux dépens de Red Bull. 
Au départ, au bout de la longue ligne droite, Verstappen tasse Sainz pour lui prendre la première place. Mais dans le peloton, Gasly se décale légèrement et provoque un accrochage entre Tsunoda et Albon. La voiture de sécurité sort dans la foulée pour permettre l'évacuation des monoplaces et des débris de carbone. La course reprend au septième tour et, dans le suivant, l'utilisation de l'aileron arrière mobile est permise. Tout de suite, au bout de la longue ligne droite des stands, Sainz déboîte, prend l'intérieur du premier virage et ressort en tête du pif-paf ; Verstappen ne cherche même pas à contre-attaquer, d'autant qu'il doit maintenant se défendre face à Norris. Dans le dixième tour, quand le Britannique se porte à sa hauteur dans le virage no 4, il vire large et l'emmène hors-piste. Alors qu'il récidive dans le virage no 8, entrainant les deux monoplaces au delà des vibreurs, Leclerc s'infiltre pleine piste et s'empare de la deuxième place. Si Verstappen conserve sa troisième position, les commissaires lui infligent d'abord dix secondes de pénalité pour la première manœuvre puis dix supplémentaires pour la seconde.
Après le premier relais, alors que Sainz caracole en tête, Verstappen, qui purge sa pénalité au vingt-sixième tour, ressort des stands quinzième et entame sa remontée. Après leurs arrêts, Leclerc a une avance de cinq secondes sur Norris. Elle reste longtemps stable jusqu'à ce que le Monégasque arrive sur un groupe de retardataires ; le temps perdu à les dépasser permet à Norris de revenir au contact. Au soixante-troisième tour, sous pression à l'attaque du dernier virage, Leclerc perd l'arrière de sa voiture et rattrape miraculeusement un énorme « coup de raquette » qui l'envoie hors-piste, dans la poussière. Norris en profite pour le dépasser et prive la Scuderia d'un deuxième doublé consécutif ; le podium est ainsi constitué. La deuxième partie de course voit les coéquipiers chez Mercedes se battre pour la quatrième place ; Hamilton trouve finalement l'ouverture à cinq tours de l'arrivée. Verstappen plafonne derrière eux et se contente de la sixième place, derrière Russell. Très rapide durant tout le weekend, Magnussen emmène sa Haas en septième position, devant Piastri remonté de la dix-septième place de la grille. À un tour du vainqueur, Hülkenberg apporte deux points supplémentaires à l'écurie américaine. Enfin, Gasly concrétise sa bonne qualification par une course solide qui lui offre le point de la dixième place. 
Si Max Verstappen (362 points) conserve la tête du championnat, Lando Norris (315 points) réduit de 10 points son retard à quatre courses du terme. Charles Leclerc (291 points) se rapproche encore et consolide sa troisième place devant Oscar Piastri (251 points) et Carlos Sainz (240 points). Les pilotes Mercedes évoluent plus loin, Lewis Hamilton (189 points) et George Russell, septième (177 points) devançant Sergio Pérez (150 points). Suivent Fernando Alonso (62 points) et Nico Hülkenberg, dixième avec 31 points. Chez les constructeurs, le match reste indécis entre McLaren (566 points), Ferrari (537 points) et Red Bull (512 points) qui chute encore d'une place. Esseulée, Mercedes (366 points) occupe la quatrième place, loin devant devant Aston Martin (86 points), Haas (46 points) et Racing Bulls (36 points). Williams (17 points) et Alpine (14 points) occupent le fond du classement, devant Kick Sauber qui ne compte toujours aucun point en vingt courses.

## Pneus disponibles
| Pneus pour piste sèche | Pneus pour piste sèche | Pneus pour piste sèche | Pneus pluie    | Pneus pluie |
| ---------------------- | ---------------------- | ---------------------- | -------------- | ----------- |
| Durs (Type C3)         | Medium (Type C4)       | Tendres (Type C5)      | Intermédiaires | Pluie       |

## Essais libres

### Première séance, le vendredi de 13 h à 14 h
| Pos. | Pilote           | Voiture                 | Chrono         | Écart     |
| ---- | ---------------- | ----------------------- | -------------- | --------- |
| 1    | George Russell   | Mercedes                | 1 min 17 s 998 |           |
| 2    | Carlos Sainz Jr. | Ferrari                 | 1 min 18 s 315 | + 0 s 317 |
| 3    | Yuki Tsunoda     | Racing Bulls-Honda RBPT | 1 min 18 s 699 | + 0 s 701 |
| 4    | Max Verstappen   | Red Bull-Honda RBPT     | 1 min 18 s 839 | + 0 s 841 |
| 5    | Nico Hülkenberg  | Haas-Ferrari            | 1 min 18 s 904 | + 0 s 906 |
| 6    | Oscar Piastri    | McLaren-Mercedes        | 1 min 18 s 958 | + 0 s 960 |

- Andrea Kimi Antonelli, pilote d'essai de Mercedes, remplace Lewis Hamilton lors de cette séance ; il réalise le douzième temps[4] ;
- Patricio O'Ward, pilote d'essai de McLaren, remplace Lando Norris lors de cette séance ; il réalise le treizième temps[5] ;
- Felipe Drugovich, pilote d'essai d'Aston Martin, remplace Fernando Alonso lors de cette séance ; il réalise le dix-huitième temps[6] ;
- Robert Shwartzman, pilote d'essai de la Scuderia Ferrari, remplace Zhou Guanyu au volant d'une Stake F1 Team lors de cette séance ; il réalise le dix-neuvième temps[7] ;
- Oliver Bearman, pilote d'essai pilote d'essai de la Scuderia Ferrari, remplace Charles Leclerc lors de cette séance ; il réalise le vingtième temps[8].
- La séance est arrêtée très rapidement au drapeau rouge après qu'Antonelli a roulé sur un débris dans une zone où les voitures dépassent les 350 km/h. Elle est à nouveau interrompue quand Alexander Albon perd le contrôle de sa monoplace et percute la Ferrari de Bearman ; la Williams termine sa course dans les barrières TecPro tandis que la Ferrari doit s'arrêter en piste avec une roue avant-gauche cassée[9].

### Deuxième séance, le vendredi de 16 h à 17 h
| Pos. | Pilote           | Voiture                 | Chrono         | Écart     |
| ---- | ---------------- | ----------------------- | -------------- | --------- |
| 1    | Carlos Sainz Jr. | Ferrari                 | 1 min 17 s 699 |           |
| 2    | Oscar Piastri    | McLaren-Mercedes        | 1 min 17 s 877 | + 0 s 178 |
| 3    | Yuki Tsunoda     | Racing Bulls-Honda RBPT | 1 min 17 s 878 | + 0 s 179 |
| 4    | Charles Leclerc  | Ferrari                 | 1 min 17 s 887 | + 0 s 188 |
| 5    | Lando Norris     | McLaren-Mercedes        | 1 min 17 s 948 | + 0 s 249 |
| 6    | Kevin Magnussen  | Haas-Ferrari            | 1 min 18 s 239 | + 0 s 540 |

- La séance est rapidement interrompue après un gros accident de George Russell qui perd le contrôle de sa Mercedes et s'encastre dans les barrières TecPro ; sorti en boîtant de sa monoplace, il est conduit au centre médical[11].

### Troisième séance, le samedi de 12 h à 13 h
| Pos. | Pilote           | Voiture             | Chrono         | Écart     |
| ---- | ---------------- | ------------------- | -------------- | --------- |
| 1    | Oscar Piastri    | McLaren-Mercedes    | 1 min 16 s 492 |           |
| 2    | Lando Norris     | McLaren-Mercedes    | 1 min 16 s 551 | + 0 s 059 |
| 3    | Carlos Sainz Jr. | Ferrari             | 1 min 16 s 832 | + 0 s 340 |
| 4    | Max Verstappen   | Red Bull-Honda RBPT | 1 min 17 s 003 | + 0 s 511 |
| 5    | Lewis Hamilton   | Mercedes            | 1 min 17 s 060 | + 0 s 568 |
| 6    | Charles Leclerc  | Ferrari             | 1 min 17 s 232 | + 0 s 740 |

## Séance de qualifications

### Résultats des qualifications
| Pos. | Pilote           | Écurie                  | Qualifications 1 | Qualifications 2 | Qualifications 3 |
| --- | ---------------- | ----------------------- | ---------------- | ---------------- | ---------------- |
| 1 | Carlos Sainz Jr. | Ferrari                 | 1 min 16 s 778   | 1 min 16 s 515   | 1 min 15 s 946   |
| 2 | Max Verstappen   | Red Bull-Honda RBPT     | 1 min 16 s 803   | 1 min 16 s 514   | 1 min 16 s 171   |
| 3 | Lando Norris     | McLaren-Mercedes        | 1 min 16 s 505   | 1 min 16 s 301   | 1 min 16 s 260   |
| 4 | Charles Leclerc  | Ferrari                 | 1 min 16 s 972   | 1 min 16 s 641   | 1 min 16 s 265   |
| 5 | George Russell   | Mercedes                | 1 min 17 s 194   | 1 min 16 s 937   | 1 min 16 s 356   |
| 6 | Lewis Hamilton   | Mercedes                | 1 min 17 s 306   | 1 min 16 s 973   | 1 min 16 s 651   |
| 7 | Kevin Magnussen  | Haas-Ferrari            | 1 min 17 s 125   | 1 min 17 s 003   | 1 min 16 s 886   |
| 8 | Pierre Gasly     | Alpine-Renault          | 1 min 17 s 149   | 1 min 17 s 048   | 1 min 16 s 892   |
| 9 | Alexander Albon  | Williams-Mercedes       | 1 min 17 s 189   | 1 min 16 s 988   | 1 min 17 s 065   |
| 10 | Nico Hülkenberg  | Haas-Ferrari            | 1 min 17 s 186   | 1 min 16 s 995   | 1 min 17 s 365   |
| 11 | Yuki Tsunoda     | Racing Bulls-Honda RBPT | 1 min 17 s 182   | 1 min 17 s 129   |                  |
| 12 | Liam Lawson      | Racing Bulls-Honda RBPT | 1 min 17 s 380   | 1 min 17 s 162   |                  |
| 13 | Fernando Alonso  | Aston Martin-Mercedes   | 1 min 17 s 307   | 1 min 17 s 168   |                  |
| 14 | Lance Stroll     | Aston Martin-Mercedes   | 1 min 17 s 407   | 1 min 17 s 294   |                  |
| 15 | Valtteri Bottas  | Kick Sauber-Ferrari     | 1 min 17 s 393   | 1 min 17 s 817   |                  |
| 16 | Franco Colapinto | Williams-Mercedes       | 1 min 17 s 558   |                  |                  |
| 17 | Oscar Piastri    | McLaren-Mercedes        | 1 min 17 s 597   |                  |                  |
| 18 | Sergio Pérez     | Red Bull-Honda RBPT     | 1 min 17 s 611   |                  |                  |
| 19 | Esteban Ocon     | Alpine-Renault          | 1 min 17 s 617   |                  |                  |
| 20 | Zhou Guanyu      | Kick Sauber-Ferrari     | 1 min 18 s 072   |                  |                  |
| Temps minimal à réaliser pour la qualification : 1 min 21 s 860 (107 % du meilleur temps en Q1 : 1 min 16 s 505) |                  |                         |                  |                  |                  |

### Grille de départ
- Esteban Ocon, auteur du dix-neuvième temps, est pénalisé d'un départ depuis la voie des stands après le montage d'anciennes pièces moteur (pack batterie et unité de contrôle électronique) durant la procédure de parc fermé[14].

## Course

### Classement de la course
| Pos. | no | Pilote           | Écurie                  | Tours | Temps/Abandon                                        | Grille  | Points |
| ---- | -- | ---------------- | ----------------------- | ----- | ---------------------------------------------------- | ------- | ------ |
| 1    | 55 | Carlos Sainz Jr. | Ferrari                 | 71    | 1 h 40 min 55 s 800 (181,254 km/h)                   | 1       | 25     |
| 2    | 4  | Lando Norris     | McLaren-Mercedes        | 71    | + 4 s 705                                            | 3       | 18     |
| 3    | 16 | Charles Leclerc  | Ferrari                 | 71    | + 34 s 387                                           | 4       | 15 + 1 |
| 4    | 44 | Lewis Hamilton   | Mercedes                | 71    | + 44 s 780                                           | 6       | 12     |
| 5    | 63 | George Russell   | Mercedes                | 71    | + 48 s 536                                           | 5       | 10     |
| 6    | 1  | Max Verstappen   | Red Bull-Honda RBPT     | 71    | + 59 s 558 (dont 20 s de pénalité purgées en course) | 2       | 8      |
| 7    | 20 | Kevin Magnussen  | Haas-Ferrari            | 71    | + 1 min 03 s 642                                     | 7       | 6      |
| 8    | 81 | Oscar Piastri    | McLaren-Mercedes        | 71    | + 1 min 04 s 928                                     | 17      | 4      |
| 9    | 27 | Nico Hülkenberg  | Haas-Ferrari            | 70    | + 1 tour                                             | 10      | 2      |
| 10   | 10 | Pierre Gasly     | Alpine-Renault          | 70    | + 1 tour                                             | 8       | 1      |
| 11   | 18 | Lance Stroll     | Aston Martin-Mercedes   | 70    | + 1 tour                                             | 14      |        |
| 12   | 43 | Franco Colapinto | Williams-Mercedes       | 70    | + 1 tour (dont 10 s de pénalité)                     | 16      |        |
| 13   | 31 | Esteban Ocon     | Alpine-Renault          | 70    | + 1 tour                                             | Pitlane |        |
| 14   | 77 | Valtteri Bottas  | Kick Sauber-Ferrari     | 70    | + 1 tour                                             | 15      |        |
| 15   | 24 | Zhou Guanyu      | Kick Sauber-Ferrari     | 70    | + 1 tour                                             | 19      |        |
| 16   | 30 | Liam Lawson      | Racing Bulls-Honda RBPT | 70    | + 1 tour                                             | 12      |        |
| 17   | 11 | Sergio Pérez     | Red Bull-Honda RBPT     | 70    | + 1 tour (dont 5 s de pénalité purgées en course)    | 18      |        |
| Abd. | 14 | Fernando Alonso  | Aston Martin-Mercedes   | 15    | Freins                                               | 13      |        |
| Abd. | 23 | Alexander Albon  | Williams-Mercedes       | 0     | Accrochage                                           | 9       |        |
| Abd. | 22 | Yuki Tsunoda     | Racing Bulls-Honda RBPT | 0     | Accrochage                                           | 11      |        |

### Pole position et record du tour
- Pole position :  Carlos Sainz Jr. (Ferrari) en 1 min 15 s 946 (204,019 km/h)[17].
- Meilleur tour en course :  Charles Leclerc (Ferrari)  en  1 min 18 s 336 (197,794 km/h) au soixante-et-onzième et dernier tour ; troisième de l'épreuve, il remporte le point bonus associé[18].

### Tours en tête
- Max Verstappen (Red Bull-Honda RBPT) : 8 tours (1-8)[19].
- Carlos Sainz (Ferrari) : 63 tours (9-71) ;

## Classements généraux à l'issue de la course
| Pos. | Pilote           | Écurie                  | Points |
| ---- | ---------------- | ----------------------- | ------ |
| 1    | Max Verstappen   | Red Bull-Honda RBPT     | 362    |
| 2    | Lando Norris     | McLaren-Mercedes        | 315    |
| 3    | Charles Leclerc  | Ferrari                 | 291    |
| 4    | Oscar Piastri    | McLaren-Mercedes        | 251    |
| 5    | Carlos Sainz Jr. | Ferrari                 | 240    |
| 6    | Lewis Hamilton   | Mercedes                | 189    |
| 7    | George Russell   | Mercedes                | 177    |
| 8    | Sergio Pérez     | Red Bull-Honda RBPT     | 150    |
| 9    | Fernando Alonso  | Aston Martin-Mercedes   | 62     |
| 10   | Nico Hülkenberg  | Haas-Ferrari            | 31     |
| 11   | Lance Stroll     | Aston Martin-Mercedes   | 24     |
| 12   | Yuki Tsunoda     | Racing Bulls-Honda RBPT | 22     |
| 13   | Kevin Magnussen  | Haas-Ferrari            | 14     |
| 14   | Alexander Albon  | Williams-Mercedes       | 12     |
| 15   | Daniel Ricciardo | Racing Bulls-Honda RBPT | 12     |
| 16   | Pierre Gasly     | Alpine-Renault          | 9      |
| 17   | Oliver Bearman   | Ferrari                 | 7      |
| 18   | Franco Colapinto | Williams-Mercedes       | 5      |
| 19   | Esteban Ocon     | Alpine-Renault          | 5      |
| 20   | Liam Lawson      | Racing Bulls-Honda RBPT | 2      |

| Pos. | Écurie                  | Points |
| ---- | ----------------------- | ------ |
| 1    | McLaren-Mercedes        | 566    |
| 2    | Ferrari                 | 537    |
| 3    | Red Bull-Honda RBPT     | 512    |
| 4    | Mercedes                | 366    |
| 5    | Aston Martin-Mercedes   | 86     |
| 6    | Haas-Ferrari            | 46     |
| 7    | Racing Bulls-Honda RBPT | 36     |
| 8    | Williams-Mercedes       | 17     |
| 9    | Alpine-Renault          | 14     |

## Statistiques
Le Grand Prix de Mexico représente :
- la 6e pole position de Carlos Sainz Jr., la deuxième de la saison[21] ;
- la 4e victoire de Carlos Sainz Jr., la deuxième de la saison[22] ;
- la 248e victoire pour Ferrari en tant que constructeur[23] ;
- la 249e victoire pour Ferrari en tant que motoriste[24].

Au cours de ce Grand Prix :
- Carlos Sainz Jr. passe la barre des 1 200 points inscrits en Formule 1 (1 222,5 points)[25] ;
- Kevin Magnussen atteint la barre des 200 points inscrits en Formule 1[26] ;
- Carlos Sainz Jr. est élu « pilote du jour » à l'issue d'un vote organisé sur le site officiel de la Formule 1[27] ;
- Johnny Herbert (161 Grands Prix entre 1989 et 2000, 3 victoires et 7 podiums ; vainqueur des 24 Heures du Mans 1991, vainqueur des 12 Heures de Sebring 2002, champion de Speedcar Series en 2008) est nommé conseiller par la FIA pour aider dans leurs jugements le groupe des commissaires de course[28].